# Wiktor Koczubej
Wiktor Pawłowicz Koczubej (ros. Виктор Павлович Кочубей; ur. 22 listopada 1768, zm. 15 czerwca 1834 w Moskwie) – hrabia 1799, książę 1831, rosyjski dyplomata i działacz państwowy, wolnomularz.
W latach 1792–1797 w pracy dyplomatycznej, emisariusz (poseł) Rosji w Turcji. Od 1798 wicekanclerz, a w latach 1801–1802 kierujący Kolegium Spraw Zagranicznych. Stronnik umiarkowanych reform. Był bliskim współpracownikiem cara Aleksandra I. W l. 1801-1803 uczestniczył w pracach Komitetu Tajnego. W l. 1802-1807 i 1819–1823 minister Spraw Wewnętrznych. Po dojściu do rządów Mikołaja I w 1825 wyznaczony na szefa tajnych komitetów, utworzonych w celu przygotowania projektów reform państwowych.
Od 1827 do 1834 przewodniczący Rady Ministrów i Komitetu Ministrów Imperium Rosyjskiego.